# 戊酸甲酯
戊酸甲酯是一种酯类有机化合物，化学式为C6H12O2。它可由戊酸和甲醇在酸催化下的酯化反应制得。生物柴油在燃烧的过程中，也会有戊酸甲酯作为中间产物生成。它可用作果味香料，其使用浓度为9.1至39 ppm。